# Isabelle d'Autriche
Pour l’article homonyme, voir Isabelle-Claire-Eugénie d'Autriche.
Titres
Reine de Danemark et de Norvège
12 août 1515 – 20 janvier 1523
(7 ans, 5 mois et 8 jours)
Reine de Suède
1er novembre 1520 – 23 août 1521
(9 mois et 22 jours)
Isabelle d'Autriche (en allemand : Isabella von Österreich ; en espagnol : Isabel de Austria), née le 18 juillet 1501 à Bruxelles (Pays-Bas des Habsbourg) et morte le 19 janvier 1526 à Zwijnaarde (Pays-Bas des Habsbourg), fille de Philippe le Beau et de Jeanne de Castille, devient par son mariage en 1515 avec Christian II de Danemark reine de l'union de Kalmar (Danemark, Suède, Norvège).
Elle est la sœur de Charles Quint, chef de la maison de Habsbourg (1519) et empereur (1520), mais aussi souverain des Pays-Bas (1515), roi de Castille et roi d'Aragon (1516).

## Biographie

### Origines familiales et formation

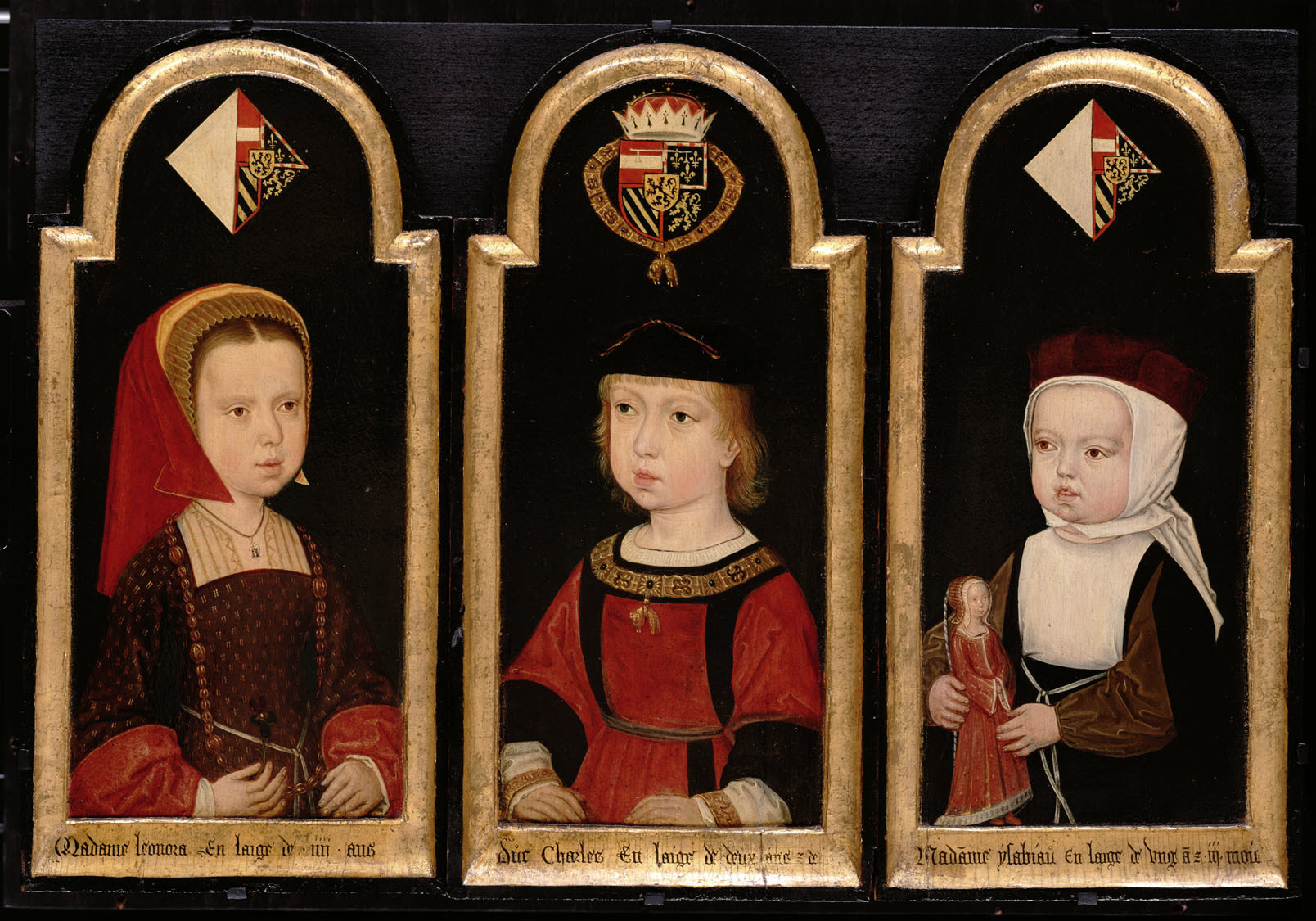
Portrait d'Isabelle à deux ans (à droite) avec son frère Charles et sa sœur Éléonore.

Née le 18 juillet 1501 à Bruxelles, Isabelle est le troisième des six enfants de Philippe le Beau, archiduc d'Autriche, en tant que fils de l'empereur Maximilien, et souverain des Pays-Bas bourguignons, en tant que fils de Marie de Bourgogne, fille de Charles le Téméraire, et de Jeanne la Folle, héritière présomptive de Castille et d'Aragon, en tant que fille des rois catholiques, Isabelle de Castille et Ferdinand d'Aragon.
Elle est baptisée à Bruxelles, capitale du duché de Brabant et une des principales villes des Pays-Bas bourguignons, par l'évêque de Cambrai, Henri de Berghes.
Elle a deux aînés, Éléonore (1498) et Charles (1500), et trois cadets, Ferdinand (1503), Marie (1505) et Catherine (1507). Elisabeth et ses frères et sœurs sont considérés comme les « enfants les plus nobles » de leur temps. Charles et Ferdinand seront successivement empereurs romains germaniques (Charles Quint et Ferdinand Ier). Ses sœurs seront reine du Portugal (Catherine), reine de France (Eléonore, épouse de François Ier) et reine de Bohême et de Hongrie (Marie épouse de Louis II).
À la mort de son père en septembre 1506, en Espagne, elle est élevée avec Eléonore, Charles et Marie par leur tante Marguerite d'Autriche, nommée régente des Pays-Bas (« gouvernante ») au début de 1507 par Maximilien. En revanche, Ferdinand et Catherine, nés en Espagne, y restent, alors que leur mère sombre dans une forme de démence et vit en réclusion à Tordesillas.

### Reine de Danemark, Norvège et Suède
Elle est mariée à Christian II de Danemark le 12 août 1515 à Copenhague après avoir été promise au mariage par son grand-père, Maximilien Ier du Saint-Empire le 11 juillet 1514 et devient reine consort de Danemark, de Norvège et de Suède.
Après son mariage, elle change son prénom à consonance espagnole en Élisabeth.
De cette union naîtront six enfants :
- Christian (1516),
- Jean (1518 - 1532),
- Maximilien (1519),
- Philippe (1519 - 1520),
- Dorothée (1520 - 1580), épouse en 1535 Frédéric II, électeur palatin (1482-1556)
- Christine (1521 - 1590) épouse en 1535 François II Sforza, duc de Milan (1495+1535), en 1541 François Ier duc de Lorraine et de Bar (1517-1545)[1].

Son mariage n'est pas heureux car elle reste dans l'ombre de Dyveke Sigbritsdatter, la maîtresse de Christian II, malgré les objurgations de son frère Charles. Lorsque Dyveke meurt subitement en 1517, Christian, soucieux d'affirmer son pouvoir, fait juger et exécuter un membre de sa cour[réf. nécessaire] suscitant la haine de la noblesse. Sa politique de plus en plus autoritaire rend le monarque de plus en plus impopulaire.
En 1520, Isabelle devient reine consort de Suède. À la suite de soulèvements et du Bain de sang de Stockholm en 1523, le roi Christian doit laisser le trône à son frère et s'exiler.

### Exil aux Pays-Bas et mort
La famille royale se réfugie aux Pays-Bas auprès de l'archiduchesse Marguerite d'Autriche, régente au nom de Charles Quint.
Isabelle meurt en 1526 à l'âge de 24 ans.
Isabelle est inhumée à Gand, dans l'abbaye Saint-Pierre. En 1883, sa dépouille est transférée à la cathédrale Saint-Knud d'Odense, au Danemark.
Ses enfants sont confiés à leur grand-tante, Marguerite d'Autriche, puis à Marie, veuve du roi de Hongrie, qui devient régente des Pays-Bas après la mort de Marguerite.

## Généalogie

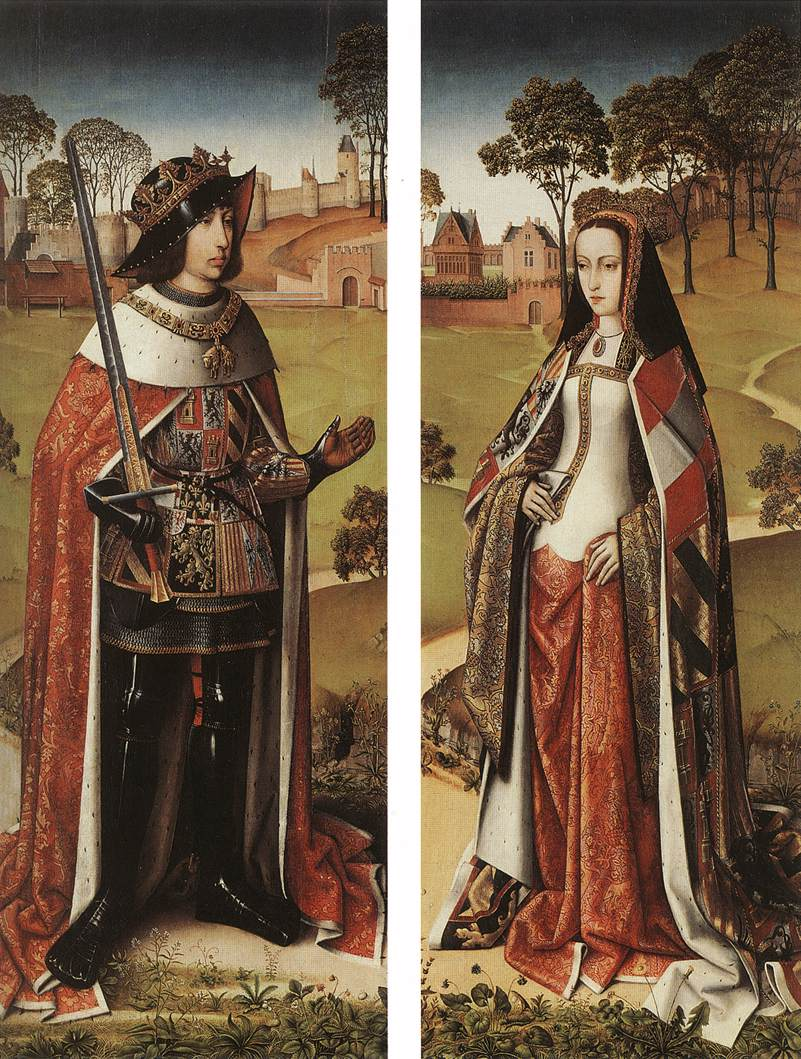
Philippe le Beau et Jeanne la Folle.

Isabelle d'Autriche descend de familles puissantes. Le sang des Bourguignons et des Habsbourg coule dans ses veines, descendante des Rois catholiques. Ses illustres ancêtres ne sont autres que : Charles le Téméraire, Ferdinand II d'Aragon, Maximilien Ier du Saint-Empire et Isabelle la Catholique. Elle est la sœur du plus puissant monarque d'Europe depuis Charlemagne.
Contrairement à certains descendants de la famille, l'endogamie de cette fratrie est très bonne. En effet, le coefficient de consanguinité d'Isabelle est de 1,6 %, tout comme l'implexe de 0.16 sur cinq générations, mais de 0 sur quatre générations.

### Fratrie

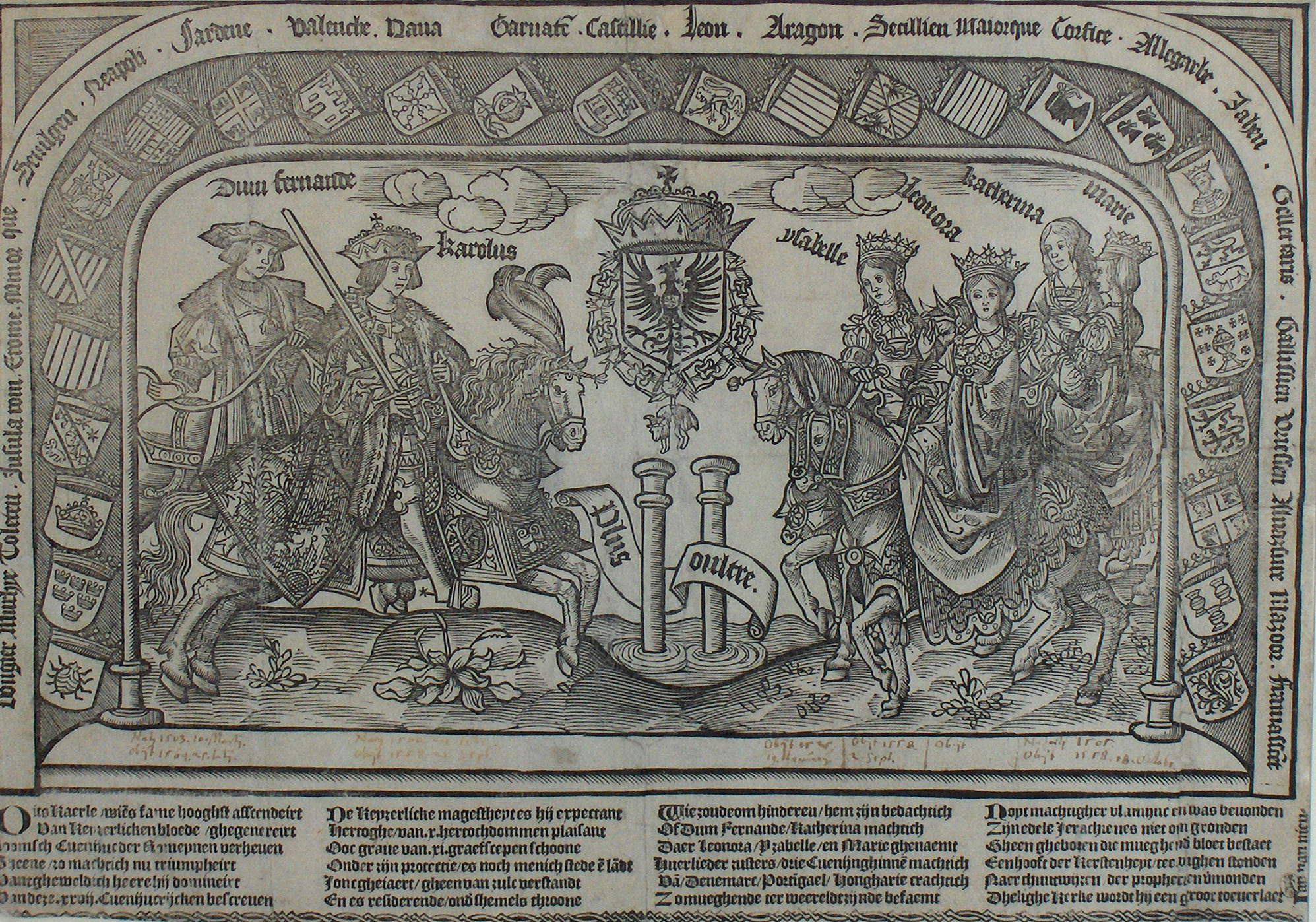
Les enfants de Philippe de Habsbourg et de Jeanne de Castille.

- Éléonore (1498-1558) épouse en 1519 Manuel Ier (1469-1521) puis en 1530 François Ier (1494-1547);
- Charles (1500-1558) épouse en 1526 Isabelle de Portugal (1503-1539);
- Isabelle (1501-1526);
- Ferdinand (1503-1564) épouse en 1521 Anne de Bohême et de Hongrie (1503-1547);
- Marie (1505-1558) épouse en 1521 Louis II de Hongrie (1505-1526);
- Catherine (1507-1578) épouse en 1525 Jean III de Portugal (1502–1557).